# Катеринівка (Апостолівська міська громада)
Катери́нівка — село в Україні, в Апостолівській міській територіальній громаді Криворізького району Дніпропетровської області.
Населення — 242 мешканці.

## Географія
Село Катеринівка розташоване на березі річці Кам'янка. На півдні межує з селом Широчани, на сході з селом Червона Колона, на півночі з селом Златоустівка та на заході з селом Бурлацьке.
Біля села річка Балка Дубова впадає у Кам'янку.

## Населення
Згідно з переписом УРСР 1989 року чисельність наявного населення села становила 311 осіб, з яких 160 чоловіків та 151 жінка.
За переписом населення України 2001 року в селі мешкало 240 осіб.

### Мова
Розподіл населення за рідною мовою за даними перепису 2001 року:
| Мова       | Відсоток |
| ---------- | -------- |
| українська | 93,39 %  |
| російська  | 4,55 %   |
| молдовська | 1,65 %   |
| інші       | 0,41 %   |